# NGC 3082
NGC 3082 је елиптична галаксија у сазвежђу Шмрк (Пумпа) која се налази на NGC листи објеката дубоког неба.
Деклинација објекта је - 30° 21' 27" а ректасцензија 9h 58m 52,9s. Привидна величина (магнитуда) објекта NGC 3082 износи 12,5 а фотографска магнитуда 13,5. NGC 3082 је још познат и под ознакама ESO 435-18, MCG -5-24-11, AM 0956-300, PGC 28829.